# Administratura apostolska
Administratura apostolska – w Kościele katolickim tymczasowa struktura administracji kościelnej. Najczęściej jest tworzona w krajach misyjnych jako etap pośredni przed utworzeniem diecezji. Często tworzy się je także na tych obszarach, gdzie przebieg granic państwowych nie jest jeszcze uregulowany traktatami międzynarodowym (było tak np. w Polsce po II wojnie światowej na tzw. Ziemiach Odzyskanych) i w Czechosłowacji (Apoštolská administratura českotěšínská).
Obecnie obowiązujący Kodeks Prawa Kanonicznego definiuje ją w kan. 371 § 2. Administratura apostolska oznacza część Ludu Bożego, która ze względu na specjalne i wyjątkowo poważne racje, nie jest erygowana przez Papieża jako diecezja, a piecza pasterska o nią zostaje powierzona administratorowi apostolskiemu, aby nią kierował w imieniu Papieża.

## Lista administratur

### Katolickie
- Administratura apostolska Atyrau, Kazachstan
- Administratura apostolska Estonii
- Administratura apostolska Harbinu, Chiny
- Administratura apostolska Kaukazu, Gruzja i Armenia
- Administratura apostolska Kirgistanu
- Administratura apostolska Uzbekistanu

### Unicka
- Administratura apostolska południowej Albanii
- Administratura apostolska dla wiernych katolickich obrządku bizantyjskiego w Kazachstanie i Azji Środkowej

### Personalna
- Apostolska administratura personalna Świętego Jana Marii Vianneya